# 오후의 재발견
오후의 재발견은 2006년 4월 24일부터 2009년 4월 19일까지 3년간 춘천MBC FM4U에서 매일 오후 4시부터 저녁 6시까지 방송했던 대중음악 전문 라디오 프로그램이다.

## 역대 DJ
- 1대 : 문희정
- 2대 : 이경미 아나운서

## 같이 보기
- 춘천문화방송
- MBC FM4U
- 이소라의 오후의 발견

| 춘천MBC FM4U              |                     |                   |
| 이전                      | 오후의 재발견       | 다음              |
| 2시의 데이트 박명수입니다 | 오후의 재발견       | 배철수의 음악캠프 |
| 오후 2시 ~ 오후 4시       | 오후 4시 ~ 저녁 6시 | 저녁 6시 ~ 밤 8시 |
| 전국방송                  | 춘천권 방송         | 전국방송          |

## 역대 프로그램
| 춘천MBC FM4U 역대 프로그램                        | 춘천MBC FM4U 역대 프로그램                        | 춘천MBC FM4U 역대 프로그램                            |
| 이전 작품                                         | 작품명                                            | 다음 작품                                             |
| ------------------------------------------------- | ------------------------------------------------- | ----------------------------------------------------- |
| FM 가요응접실 (1989년 4월 10일 ~ 2006년 4월 23일) | 오후의 재발견 (2006년 4월 24일 ~ 2009년 4월 19일) | 이경미의 음악동네 (2009년 4월 20일 ~ 2014년 9월 21일) |